# یاسکی (استان پودلاسکی)
یاسکی (به لاتین: Jaski) یک روستا در لهستان است که در گمینا مونگکی واقع شده‌است.